# Sant Feliu de Gerri de la Sal
Sant Feliu de Gerri de la Sal és l'església parroquial de la vila de Gerri de la Sal, de l'antic terme municipal del mateix nom, i de l'actual de Baix Pallars, a la comarca del Pallars Sobirà.
Està situada a la mateixa vila de Gerri, a la dreta de la Noguera Pallaresa, dins de la vila vella.
És un temple gran, de tres naus, construïda en època moderna.